# Друштво Заштита девојака
Друштво Заштита девојака основано је у Београду 1924. године од стране неколико госпођа, са циљем да помажу и прихвате младе девојке, које су из разних разлога остале саме и незаштићене. Друштво је имало дом где су смештене питомице и њега је бесплатно уступило градско поглаварство Београда. Рад управе друштва био је подељен на три секције:
- старатељска секција - чија је улога била да прима молбе за пријем девојака, да проверава сваки случај, да прима питомице и да о свом раду реферише на седницама Управног одбора
- финансијско-економска секција - која се старала о материјалним средствима за издржавање питомица, као и о организовању догађаја и прикупљању прилога
- васпитно-хигијенска секција - која се старала о здрављу и васпитању питомица, њиховој исхрани и чистоћи и о држању поучних предавања

Пре пријема у дом све питомице се подвргавају лекарском прегледу, затим старатељска секција разматра досијеа, издаје налог поверенику да исти провери и даје управи предлог о пријему. Иако удружење није располагало великим средствима, ипак је успевало да питомицама обезбеди добре услове за живот. Свака од њих имала је засебан кревет, а о њиховој исхрани се посебно водило рачуна да буде здрава и разноврсна. Имале су пет оброка дневно, четири дана недељно добијале су храну са месом, а осталим данима и слаткише. Старије питомице саме кувају под надзором управнице, која као стручњак руководи домаћичким течајем. Питомице су послове у дому обављале по редарству, а послови су били распоређени према физичким способностима. Поред тога, радиле су и у радионици за ручне радове, под надзором стручне управнице, коју је Министарство просвете доделило друштву на рад. Питомице су израђивале у овој радионици многе предмете, који су се свакодевно користили у дому, а неки су и продавани.
Веома се водило рачуна о васпитању и образовању девојака, па су често посећивале културне установе, предавања и друге едукативне манифестације. Посебно је то била пракса на дан неког верског или државног празника. Друштво се труди да девојке сваке године одведе на летовање, на тај начин девојке су упознавале места у Србији, а промена климе погодно је утицала и на њихово здравље.